# Generic Routing Encapsulation

GRE routing schema

GRE (Generic Routing Encapsulation) je protokol ze skupiny TCP/IP (transportní vrstva, IP protokol číslo 47) určený k zapouzdření paketů jednoho protokolu do protokolu jiného. Používá se ve VPN, k přenosu IPv6 paketů v síti IPv4 a k tunelování obecně.
Protokol je bezstavový, původně jej navrhla firma Cisco a je definován v RFC 2784.